# Феррара, Франко
Франко Феррара (итал. Franco Ferrara; 4 июля 1911, Палермо — 6 сентября 1985, Флоренция) — итальянский дирижёр и музыкальный педагог.
Учился в Болонской консерватории по классам скрипки, фортепиано, органа и композиции (у Чезаре Нордио). Концертировал в Болонье, в 1932—1933 гг. играл на скрипке в римском Оркестре Августео, затем до 1940 г. в оркестре фестиваля «Флорентийский музыкальный май». В 1938 г. дебютировал как дирижёр. Дирижёрская карьера Феррары началась весьма успешно, он выступал с ведущими оркестрами Италии и Германии, а в 1944—1945 гг. возглавлял Оркестр Национальной академии Санта-Чечилия. Однако в 1948 г. Феррара по состоянию здоровья отказался от активной работы с оркестрами. В дальнейшем он записывал много музыки к кинофильмам, сотрудничая с такими режиссёрами, как Федерико Феллини, Микеланджело Антониони, Лукино Висконти, руководил постановкой нескольких фильмов-опер. Но основной деятельностью Феррары стала преподавательская: в Национальной академии Санта-Чечилия и в других музыкальных учебных заведениях Италии он работал с молодыми дирижёрами из разных стран. Среди его учеников разного времени — Ханс Вонк, Ганс Граф, Элиаху Инбал, Эндрю Дэвис, Йорма Панула, Никола Сгро и многие другие.